# Бернар Вербер
Берна́р (Берна́рд) Вербе́р (фр. Bernard Werber; 18 вересня 1961, Тулуза, Франція) — французький прозаїк єврейського походження. У Франції його твори розійшлися накладом понад 5 млн, за кордоном продано понад 10 млн копій книг. Романи Вербера перекладено більш ніж тридцятьма мовами світу. 

## Біографія
Народився в Тулузі в єврейській сім'ї в 1961 р. Пише твори з раннього дитинства — з семи років.
В університеті вивчав право, криміналістику. В 1982 році вступив до Вищої школи журналістики. Вважає, що його як письменника сформували твори Айзека Азімова, Філіпа Діка та Френка Герберта. Його твори — це поєднання елементів наукової фантастики, пригодницького роману та есе.
В 1983 році одержав премію фонду News як найкращий репортер за репортаж про вид мурашок з Берега Слонової Кістки. Потім 7 років працював в журналі «Нувель обсерватер» — писав статті на теми, близькі до науки: космосу, медицини, штучного інтелекту, соціології тощо. Вступив на Вищі курси сценаристів.
Перша книга з трилогії про мурах «Мурахи» побачила світ у 1991 році, і зробила письменника знаменитим. Видане рік потому продовження «День мурах» було перекладене 22 мовами та одержало Гран-прі читачок журналу «Elle». Завершальна книга трилогії «Революція мурах» була надрукована 1996 року.
В 1993 році Вербер публікує «Енциклопедію відносних та абсолютних знань», в якій дійсно наукові знання перемежаються з фантазіями, вигадками, містикою. Далі письменник звертається до езотерики.
В 1994 році він публікує роман «Танатонавти» про смерть і потойбічний світ, в 1997 — «Книгу подорожей», присвячену техніці самогіпнозу.
1998 року виходить книга «Батько наших батьків», жанр якої можна визначити як антропологічний детектив.
У 2000 році виходить продовження «Танатонавтів» — «Імперія ангелів».
Бернар Вербер присвячує публікації до 1 жовтня — періоду присудження більшості престижних премій.

## Твори

### Трилогія «Мурахи»
- Мурахи / фр. les Fourmis (березень 1991)
- День мурах / фр. le Jour Des Fourmis (1992)
- Революція мурах / фр. la Revolution Des Fourmis (1996)

### Дилогія «Танатонавти»
- Танатонавти / фр. les Thanatonautes (1994)
- Імперія ангелів / фр. l’empire des anges (2000)

### Трилогія«Ми, боги»
- Ми, боги / фр. nous les dieux (вересень 2004)
- Дихання богів / фр. le Souffle des dieux (2005)
- Тайна богів / фр. le Mystere des dieux (2007)

### Цикл «Наукові пригоди»
- Батько наших батьків / фр. le Pere De Nos Peres (1998)
- Останній секрет / фр. l’ultime Secret (2001)
- Сміх циклопа / фр. Le Rire du cyclope, 2010

#### Цикл «Третє людство»
- Третє людство / фр. TROISIÈME HUMANITÉ, 2012
- Мікролюди / фр. LES MICRO HUMAINS, 2013
- Голос Землі / фр. LA VOIX DE LA TERRE, 2014

#### Цикл «Коти керують світом»
- Завтра будуть коти / фр.DEMAIN LES CHATS, 2017
- Її величність кішка / фр. SA MAJESTÉ DES CHATS, 2019
- Планета кішок / фр. LA PLANÈTE DES CHATS, 2020

#### Цикл «Пандори»
- Скриня Пандори / фр. LA BOITE DE PANDORE, 2018
- Пророцтво бджіл / фр. LA PROPHÉTIE DES ABEILLES, 2021
- Вальс душ / фр. LA VALSE DES ÂMES, 2024

### Поза циклами
- Зоряний метелик / фр. LE PAPILLON DES ÉTOILES, 2006 https://www.bernardwerber.com/livres/papillondesetoiles.php
- Дзеркало Кассандри / фр. LE MIROIR DE CASSANDRE, 2009 https://www.bernardwerber.com/livres/MiroirCassandre.php
- Шостий сон / фр. LE SIXIÈME SOMMEIL, 2015 https://www.bernardwerber.com/livres/6eSommeil.php
- З іншого світу / фр. DEPUIS L'AU-DELÀ, 2016 https://www.bernardwerber.com/livres/DepuisLAuDela.php
- Діагональ королеви / фр. LA DIAGONALE DES REINES, 2022 https://www.bernardwerber.com/livres/DiagonaleReines.php
- Час химер / фр. LE TEMPS DES CHIMÈRES, 2023 https://www.bernardwerber.com/livres/TempsChimeres.php

### Експериментальні книги
- L'Encyclopédie du savoir relatif et absolu, 1993 («Енциклопедія відносного і абсолютного знання»)
- Le Livre du voyage, 1997 («Книга мандрів»)
- Nos amis, les humains, 2003 («Наші друзі люди»)
- Le Livre secret des fourmis, 2003
- Nos amis les Terriens, petit guide de découverte, 2007
- Nouvelle Encyclopédie du savoir relatif et absolu, 2009

### Оповідання
- L'Arbre des possibles, 2002 («Дерево можливого та інші історії»)
- Paradis sur mesure, 2008

## Переклади українською
- Бернар Вербер. Танатонавти. Переклад Ярини Тарасюк. — Л.: «Terra Incognita», 2017. — 488 с. ISBN 978-966-97596-1-0
- Бернар Вербер. Імперія ангелів. Переклад Зої Борисюк. — Л.: «Terra Incognita», 2017. — 344 с. ISBN 978-966-97596-2-7
- Бернар Вербер. Мурахи. Переклад Ірини Серебрякової, Вікторії Гусенок . — Л.: «Terra Incognita», 2018. — 272 с. ISBN 978-617-7646-08-1
- Бернар Вербер. Завтра будуть коти. Переклад Ярини Тарасюк . — Л.: «Terra Incognita», 2018. — 216 с. ISBN 978-617-7646-09-8
- Бернар Вербер. Зоряний метелик. Переклад Ігор Андрущенко . — Л.: «Terra Incognita», 2019. — 232 с. ISBN 978-617-7646-19-7
- Бернар Вербер. Скриня Пандори. Переклад Соломії Мартинович та Тетяни Дитини. — Л.: «Terra Incognita», 2019. — 376 с. ISBN 978-617-7646-18-0
- Бернар Вербер. ЇЇ величність кішка. Переклад Соломія Мартинович та Марія Абрамова. — Л.: «Terra Incognita», 2020. — 296 с. ISBN 978-617-7646-29-6

## Громадська позиція
Підписав петицію до президента Росії з вимогою звільнити українського режисера Олега Сенцова.